# 火星谷
火星谷(Huo Hsing Vallis)是位于火星大瑟提斯区北纬30.5°、西经293.4°处的一条古老的河谷，它长约 318 公里，以汉语中的“火星”一词命名。

## 岩脉
大瑟提斯区中的一些撞击坑底部显示出格子状的细长山脊，这种模式是典型的断层和因撞击而形成的角砾岩岩脉，这些山脊都出现在受侵蚀更强的地方。水通常携带矿物质沿着断层流动，这些矿物质与岩石发生胶结，从而使岩石变得更坚硬。由于更能抵抗住侵蚀，后来当整个地区受到侵蚀时，这些保留下来的岩脉就呈现出山脊状.。这一发现可能对火星未来的定居具有重要意义，因为地球上这些类断层和角砾岩脉一般与重要的矿产资源有关。也许，当人们生活在火星上时，这些地区就会像在地球上一样被加以开采
。这些楞脊也可能属于一类被称为线性脊网的结构，目前还尚清楚其确切的起源。